# Liste der Naturdenkmale in Braunsbach
| Naturdenkmale | Anzahl |
| ------------- | ------ |
| FND           | 20     |
| END           | 7      |
| Gesamt        | 27     |

Die Liste der Naturdenkmale in Braunsbach nennt die verordneten Naturdenkmale (ND) der im baden-württembergischen Landkreis Schwäbisch Hall liegenden Gemeinde Braunsbach. In Braunsbach gibt es insgesamt 27 als Naturdenkmal geschützte Objekte, davon 20 flächenhafte Naturdenkmale (FND) und 7 Einzelgebilde-Naturdenkmale (END).
Stand: 31. Oktober 2016.

## Flächenhafte Naturdenkmale (FND)
| Name                                               | Bild | Kennung     | Einzelheiten                                           | Position | Fläche Hektar | Datum         |
| -------------------------------------------------- | ---- | ----------- | ------------------------------------------------------ | -------- | ------------- | ------------- |
| Alter Steinbruch bei Hertlingshagen                | BW   | 81270090006 | Braunsbach                                             | ⊙        | 0,4           | 24. Okt. 1983 |
| Altwasser und Klebwald mit Quelle                  | BW   | 81270090016 | Braunsbach                                             | ⊙        | 2,1           | 24. Okt. 1983 |
| Bachensteiner Tal                                  | BW   | 81270090009 | Braunsbach                                             | ⊙        | 2,4           | 16. Sep. 1985 |
| Burgstelle Enningen Landhegparz.,Mittelw.u.Steilab | BW   | 81270090025 | Braunsbach                                             | ⊙        | 3,8           | 29. Mai 1990  |
| Doline bei der Salenwiese                          | BW   | 81270090013 | Braunsbach                                             | ⊙        | 0,1           | 24. Okt. 1983 |
| Doline im Sperberholz                              | BW   | 81270090022 | Braunsbach                                             | ⊙        | 0,8           | 29. Mai 1990  |
| Doline im Tannholz                                 | BW   | 81270090021 | Braunsbach                                             | ⊙        | 0,2           | 29. Mai 1990  |
| Dolinenkette bei Jungholzhausen                    | BW   | 81270090020 | Braunsbach                                             | ⊙        | 0,6           | 29. Mai 1990  |
| Erdfall im Gewann Streitwiesen                     | BW   | 81270090028 | Braunsbach                                             | ⊙        | 0,1           | 29. Mai 1990  |
| Feuchtfläche mit Hangquelle im Gew.Schwarzlachen   | BW   | 81270090024 | Braunsbach                                             | ⊙        | 0,2           | 29. Mai 1990  |
| Karstsystem bei Hergershof                         | BW   | 81270090023 | Braunsbach                                             | ⊙        | 2,2           | 29. Mai 1990  |
| Landheg im Frankenholz                             | BW   | 81270090026 | Braunsbach                                             | ⊙        | 1,9           | 29. Mai 1990  |
| Landheg im Gewann Heg nördl. Niedersteinach        | BW   | 81270090029 | Braunsbach                                             | ⊙        | 1,0           | 29. Mai 1990  |
| Landheg im Kindlesholz südl.von Niedersteinach     | BW   | 81270090027 | Braunsbach                                             | ⊙        | 0,8           | 29. Mai 1990  |
| Nasswiese am Kocher                                | BW   | 81270090005 | Braunsbach                                             | ⊙        | 0,4           | 24. Okt. 1983 |
| Pestwurzstandort am Grimmbach                      | BW   | 81270090017 | Braunsbach                                             | ⊙        | 0,6           | 16. Sep. 1985 |
| Rekultivierter Steinbruch bei Rückertsbronn        | BW   | 81270090019 | Braunsbach Nicht mehr in der LUBW-Datenbank vorhanden. | ⊙        | 0,4           | 29. Mai 1990  |
| Salenwiese                                         | BW   | 81270090012 | Braunsbach                                             | ⊙        | 3,0           | 24. Okt. 1983 |
| Waldwiese im Brühl                                 | BW   | 81270090014 | Braunsbach                                             | ⊙        | 1,5           | 24. Okt. 1983 |
| Waldwiese im Heerholz                              | BW   | 81270090011 | Braunsbach                                             | ⊙        | 1,3           | 24. Okt. 1983 |
| Legende für Naturdenkmal                           |      |             |                                                        |          |               |               |

## Einzelgebilde (END)
| Name                                 | Bild | Kennung     | Einzelheiten | Position | Fläche Hektar | Datum         |
| ------------------------------------ | ---- | ----------- | ------------ | -------- | ------------- | ------------- |
| Linden und Kastanien                 | BW   | 81270090003 | Braunsbach   | ⊙        | 0,0           | 10. März 1967 |
| Linden-Eichen-Gruppe an der L 1036   | BW   | 81270090008 | Braunsbach   | ⊙        | 0,0           | 24. Okt. 1983 |
| 1 Dorflinde in Hertlingshagen        | BW   | 81270090001 | Braunsbach   | ⊙        | 0,0           | 8. Okt. 1955  |
| 1 Eiche südlich Zottishofen          | BW   | 81270090010 | Braunsbach   | ⊙        | 0,0           | 24. Okt. 1983 |
| 1 Linde vor Schloß Tierberg          | BW   | 81270090015 | Braunsbach   | ⊙        | 0,0           | 24. Okt. 1983 |
| 1 Sommerlinde an der Bühlerbrücke    | BW   | 81270090004 | Braunsbach   | ⊙        | 0,0           | 10. März 1967 |
| 1 Winterlinde an der Kochertalstraße | BW   | 81270090007 | Braunsbach   | ⊙        | 0,0           | 24. Okt. 1983 |
| Legende für Naturdenkmal             |      |             |              |          |               |               |